# Hilfe Ist Leben Für Tausende
Hilfe Ist Leben Für Tausende  e.V., abgekürzt HILFT, ist ein deutscher gemeinnütziger Verein, der sich humanitärer Hilfe für bedürftige Kinder, Alte und Kranke sowie für Behinderte und Obdachlose in den Staaten des ehemaligen Ostblocks verschrieben hat. Auch in Deutschland entfaltet die Mainzer Hilfsorganisation Aktivitäten.

## Entstehung
Die Organisation wurde 1992 vom Mainzer Zahntechniker Kurt Assmuss gegründet. Assmuss war auf die problematischen bis katastrophalen Zustände in rumänischen Kinder- und Altenheimen aufmerksam geworden, als das Land 1989 infolge der Revolution gegen das Regime Nicolae Ceaușescus ins Zentrum der öffentlichen Aufmerksamkeit Europas gerückt war. Die Berichte und insbesondere Videoaufnahmen, die nach Jahrzehnten weitgehender Abschottung Rumäniens vom westlichen Ausland nun in den deutschen Sprachraum gelangten, zeichneten das Bild einer in ärmlichsten Verhältnissen lebenden Bevölkerung. Sie offenbarten unter anderem, dass insbesondere Kranken- und Sozialwesen unter dramatischer Unterversorgung mit Personal, Medikamenten, Energie, Brennstoffen und selbst Nahrungsmitteln litten. Assmuss, der sich zuvor bereits in Karlheinz Böhms humanitärer Organisation „Menschen für Menschen“ engagiert hatte und über entsprechende Kontakte verfügte, reagierte mit der Organisation von Hilfsgütertransporten. Zwischen Januar 1990 und Ende 1992 konnten Assmuss und seine Initiative „Mainz hilft“ eigenen Angaben zufolge zwölf Lastzüge mit Lebensmitteln, Arzneiwaren, Hygieneartikeln, Werkzeug und Baustoffen in Marsch setzen, mehrere Heime renovieren und einige Betriebe mit Stromversorgung und Maschinen ausstatten. Die Initiative „Basel hilft“, der Arbeiter-Samariter-Bund, der Internationale Bauorden und die International Police Association betätigten sich dabei als Kooperationspartner. Am 4. Februar 1992 ging die Initiative „Mainz hilft“ im heutigen Verein auf, der seine Tätigkeit bald von Rumänien auf andere Länder Osteuropas ausdehnte.

## Aktivitäten
Seiner offiziellen Bilanz zufolge hat der Verein bis Januar 2006 rund 130 Hilfsgütertransporte zusammengestellt und in deren Rahmen zusammengerechnet 850 Tonnen Hilfsgüter mit insgesamt 160 Fahrzeugen über eine Gesamtstrecke von 600.000 Kilometern nach Rumänien, Kroatien, Bosnien-Herzegowina, in den Kosovo, in die Ukraine sowie nach Albanien, Polen, Russland und Ungarn bewegt. Unter anderem war der Verein etwa an der Organisation desjenigen Hilfsgütertransports in das vom Jugoslawienkrieg gezeichnete Zagreb beteiligt, mit dem am 28. November 1992 die Aktion Schüler Helfen Leben begründet wurde. Darüber hinaus wurden neben Behinderten-, Alten- und Kinderheimen auch Krankenhäuser, Schulen, Kindertagesstätten und Privatbetriebe renoviert und mit Arbeitsmitteln ausgestattet. Die Tätigkeit in Rumänien wurde ungeachtet dessen weiter intensiviert. 
Heute vermittelt und finanziert die Organisation neben Sachspenden unter anderem auch Patenschaften, Ausbildungsplätze und kostenintensive medizinische Behandlungen. Sie arbeitet darin mit der Charité in Berlin, der Caritas und verschiedenen anderen humanitären Einrichtungen, mit Kirchen und mit Schulen zusammen. Zu ihren ortsansässigen Partnerorganisationen zählt unter anderem das Goethe-Institut in Bukarest. Der Verein sieht seine Aufgabe nicht mehr nur in konkreter materieller Unterstützung, sondern möchte darüber hinaus auch allgemein auf soziale Missstände und Menschenrechtsverletzungen aufmerksam machen sowie Nächstenliebe, Toleranz und Völkerverständigung fördern. Zu diesem Zweck organisiert er etwa Workcamps, Benefizveranstaltungen, Altennachmittage, Kinderfeste oder Vortragsabende. In Form von Obdachlosenhilfe in Mainz und Wiesbaden widmet sich der Verein dabei mittlerweile auch Bedürftigen in Deutschland.

## Unterstützer und Schirmherren
- Alina Astafei, Leichtathletin
- Kurt Beck, Ministerpräsident von Rheinland-Pfalz
- Jens Beutel,  Oberbürgermeister von Mainz
- Werner Burgheim, Sozial- und Krisenpädagoge, Begründer der Internationalen Gesellschaft für Sterbe- und Lebensbegleitung, Hochschullehrer
- Jockel Fuchs, ehemaliger Oberbürgermeister von Mainz und Honorarkonsul von Kroatien
- Joachim Fuchsberger, Entertainer
- Udo Jürgens, Musiker
- The Kelly Family, Musikgruppe
- Dieter Kürten, Sportreporter
- Peter Maffay, Musiker
- Marius Müller-Westernhagen, Musiker
- Alexander V. Sobolev, Geologe, Träger des Wolfgang-Paul-Preises der Alexander-von-Humboldt-Stiftung
- Ion Țiriac, Geschäftsmann und ehemaliger Sportler.
- Udo Walz, Starfriseur